# 群馬県道272号月夜野猿ヶ京温泉線
群馬県道272号月夜野猿ヶ京温泉線（ぐんまけんどう 272ごう つきよのさるがきょうおんせんせん）は、群馬県利根郡みなかみ町月夜野から同町相俣の猿ヶ京温泉までを結ぶ県道である。

## 路線データ
- 起点：利根郡みなかみ町月夜野字深沢2266番の1地先[1]（国道291号交点）
- 終点：利根郡みなかみ町相俣字仲道乙212番地先[1]（国道17号交点）
- 延長：10.190 km[1]

## 沿革
- 1982年（昭和57年）7月16日：群馬県より道路法に基づき、月夜野猿ケ京温泉線（利根郡月夜野町 - 利根郡新治村大字相俣〈猿ケ京温泉〉、整理番号334）として路線認定される[2]。
- 1983年（昭和58年）3月31日：道路の区域決定および全線供用開始[1][3]。

## 通過する自治体
- 群馬県
  - 利根郡みなかみ町

## 交差する道路
- 国道291号 - 利根郡みなかみ町月夜野（起点）
- 国道17号 - 利根郡みなかみ町相俣（終点）

## 沿線
- 真沢温泉
- 群馬サイクルスポーツセンター
- 月夜野カントリークラブ跡